# 格林德貝格山
48°20′22″N 14°17′14″E / 48.33944°N 14.28722°E

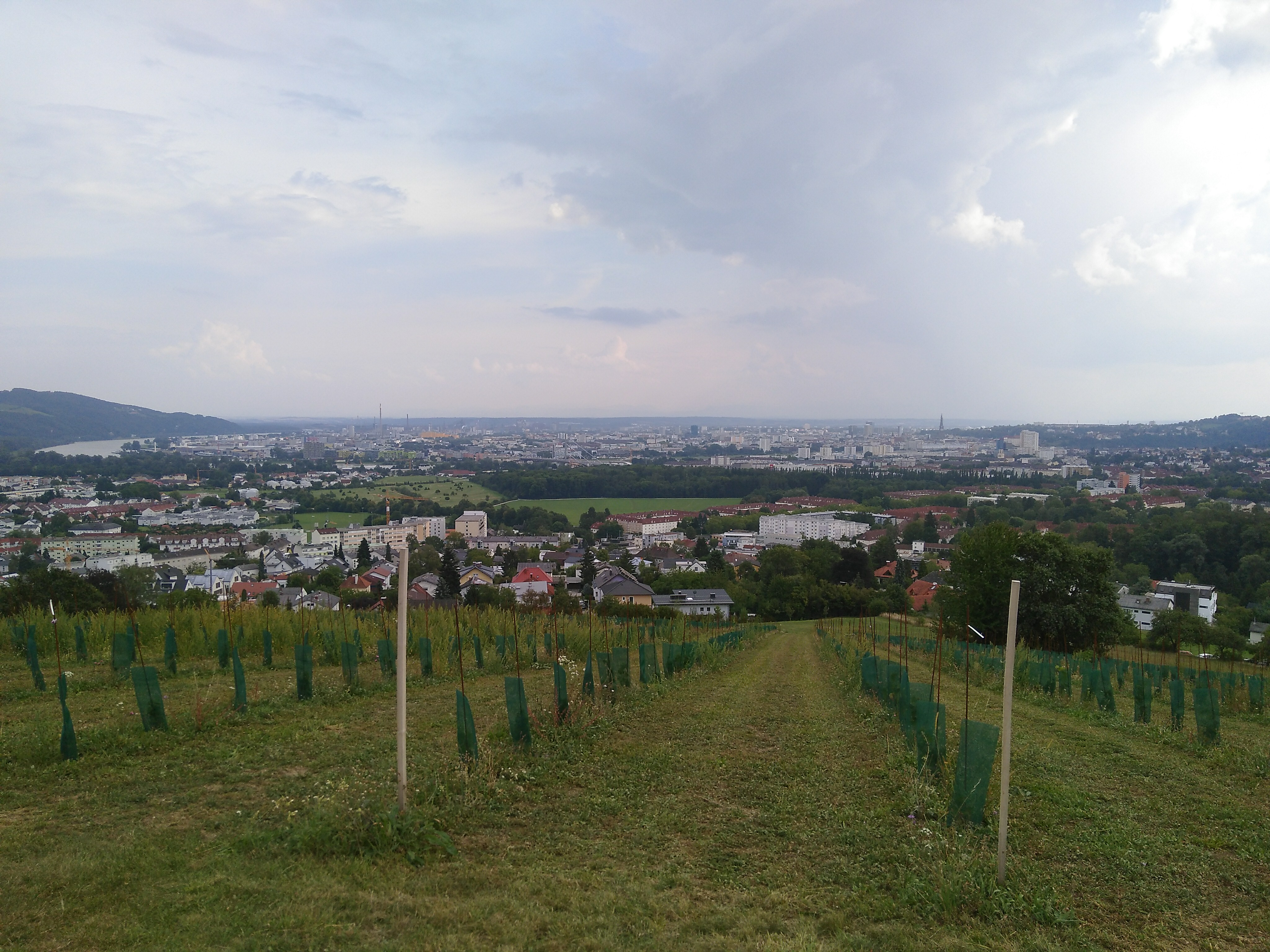

格林德貝格山（德語：Gründberg），是奧地利的山峰，位於該國北部，由上奧地利州負責管轄，屬於波希米亞山的一部分，海拔高度374米，人類活動可追溯至新石器時代和青銅時代晚期。